# Wilhelm Ekman (1912–1986)
Wilhelm Ekman, född 13 november 1912 i Korsnäs, Kopparbergs län, död 22 augusti 1986, var en svensk företagsledare. Han var son till Wilhelm Ekman (1875–1946).
Efter examen från Kungliga Tekniska högskolan 1937 var Ekman hytt- och martiningenjör vid Fagersta Bruks AB Forsbackaverken 1937–1943, stålverkschef i Fagersta 1943–1951, chefsingenjör där 1950–1951, blev teknisk direktör för Uddeholms samtliga järnverk 1952 och var verkställande direktör för Uddeholms AB 1956–1975. 
Ekman var styrelseledamot i Sveriges industriförbund 1956–1982 (ordförande 1964–1966), i Skandinaviska Enskilda Banken 1957–1982, i Svenska Arbetsgivareföreningen 1955–1976, i Säfveåns AB 1975–1982 och fullmäktig i Jernkontoret 1956–1983 (ordförande 1970–1983). Han var ledamot av Ingenjörsvetenskapsakademien.
Han var svärson till Sven Lübeck. Ekman är gravsatt på Ingarö kyrkogård.

## Utmärkelser
- Kommendör av första klassen av Vasaorden, 5 juni 1971.[2]